# Leptobrachium promustache
Leptobrachium promustache är en groddjursart som först beskrevs av Rao, Wilkinson och Zhang 2006.  Leptobrachium promustache ingår i släktet Leptobrachium och familjen Megophryidae. IUCN kategoriserar arten globalt som otillräckligt studerad. Inga underarter finns listade i Catalogue of Life.